# Hohenzollernring 58

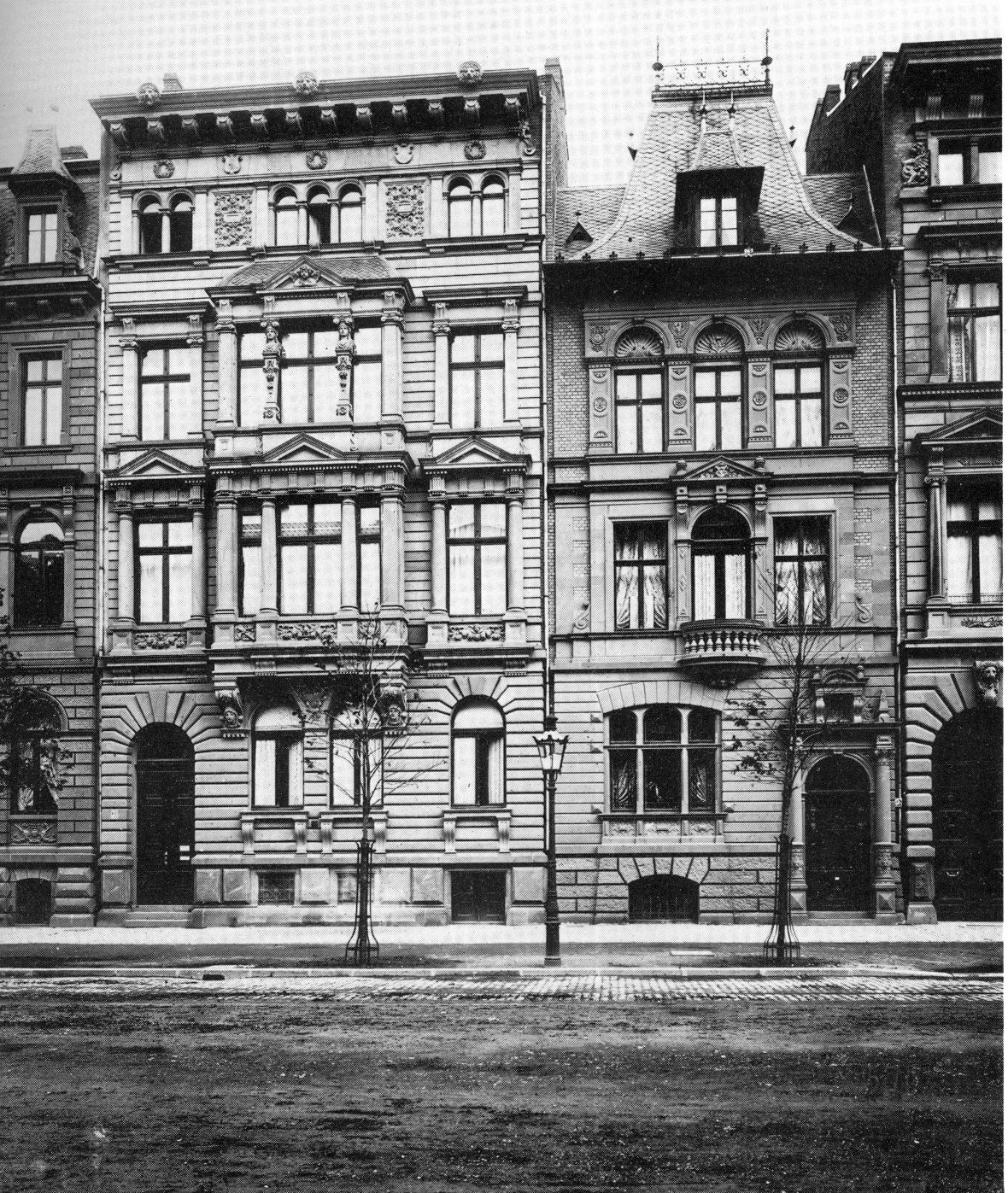
Haus Willmeroth (links)

Das Haus Hohenzollernring 58 in Köln wurde nach den Plänen von De Voss & Müller für den Steuerinspektor Wilhelm Willmeroth auf dem Hohenzollernring, einem Teil der Kölner Ringe, erbaut. Es war das erste Haus der Neustadt, bereits am 22. April 1882 wurde der Grundstein gelegt. Es gilt als „Beispiel für den Typ des herrschaftlichen Mietshaus im Stil der italienischen Renaissance mit gelängten, rundbogigen Fenstern im letzten Geschoss“. Üblicherweise war das letzte Geschoss nur ein Zwischengeschoss ohne Fenster, als Mietshaus jedoch wurden hier kleinere Fenster eingefügt. Dominiert wurde die Fassade durch einen in der Mittelachse befindlichen Risaliten. Dieser war erkerartig und zweigeschossig ausgeführt und nahm zwei Fensterachsen ein. Drillingsfenster, Giebel, Säulen, Pilaster, stelenartige Karyatiden und ein reduziertes, konvex geschwungenes Walmdach schmückten den Mittelrisaliten. Das schmale Nebenhaus Nr. 56 ließ der Planer der Kölner Ringe, Josef Stübben, für sich erbauen.
Beide Häuser sind nicht erhalten, wohl aber die Nr. 54. Die Baulücke Nr. 58 nutzt ein Drogeriemarkt mit nur zwei Geschossen. Das Erdgeschoss von Nr. 56 nutzt ein Reformhaus.